# Estádio Juca Pedro
O Estádio Juca Pedro é a atual sede do Formiga Esporte Clube. Em razão da projeção alcançada pelo time, o campinho da Chapada se tornou pequeno para os treinos e partidas. A aquisição do novo estádio se deu através de um empréstimo popular realizado entre os fundadores e a sociedade formiguense, com intuito de captar verba para as obras, no valor de cinquenta contos de réis. As obras tiveram duração de nove anos, sendo o estádio inaugurado em 1938. Muitos colaboradores não aceitaram o ressarcimento do empréstimo, uma vez que já eram torcedores do time.
Para a aquisição do terreno, de propriedade do comerciante Gamil Affandy (Caxangá), foram emitidos títulos de crédito no valor de Cinquenta mil réis cada, como forma de se levantar a quantia necessária. Eles foram avalizados pelos Srs. José Azarias Vieira e Octacílio Antunes, fundadores do clube.
O Estádio Juca Pedro encontra-se na Avenida Paulo Lins, em Formiga/MG, pertencendo ao time Formiga Esporte Clube (FEC). Hoje apresenta uma capacidades de 2.500 pessoas.
Em 2010, em jogo válido pelo Campeonato Mineiro - Módulo II, o estádio recebeu um público de 3.000 pessoas entre pagantes e não pagantes. O FEC derrotou o Guarani de Divinópolis por 3 a 1. O total de pagantes foi 2.814 e a renda foi de R$ 20.656,00.
Ele é reconhecido pelos adversários pela sua proximidade ao campo, por causar uma grande influência nos adversários e partidas. Além de ser o estádio mais central do mundo e devido a proximidade da arquibancada ao gramado, o estádio foi apelidado de La Bombonnera Mineira.